# Diego de Humansoro Carantía
Diego de Humansoro Carantía, OFM (1601–1676) foi um prelado católico romano que serviu como bispo de Santiago do Chile (1660–1676).

## Biografia
Diego de Humansoro Carantía nasceu em Azkoitia, em Espanha, em novembro de 1601 e foi ordenado sacerdote na Ordem dos Frades Menores. A 26 de janeiro de 1660, foi nomeado durante o papado do Papa Alexandre VII como Bispo de Santiago do Chile. No dia 15 de maio de 1662, foi consagrado bispo por Pedro de Villagómez Vivanco, arcebispo de Lima, tomando posse a 5 de julho de 1662. Serviu como Bispo de Santiago do Chile até à sua morte a 29 de maio de 1676.